# عصابة أوساكا القرمزية (رواية)
عصابة أوساكا القرمزية (باليابانية:浅草紅團) هي ثاني رواية كتبها ياسوناري كواباتا الذي نال جائزة نوبل للآداب عام 1968 قبل أن ينتحر في 12 نيسان 1972، لم تترجم الرواية للعربية بعد.
استخدم كواباتا أسلوب عهد أدب الإيدو، وفي عمله (فانتازيا كريستالية) استخدم أسلوب المونولوج الداخلي في هذه الرواية.